# Ennetières-en-Weppes
Ennetières-en-Weppes – miejscowość i gmina we Francji, w regionie Hauts-de-France, w departamencie Nord.
Według danych na rok 1990 gminę zamieszkiwały 1162 osoby, a gęstość zaludnienia wynosiła 111 osób/km² (wśród 1549 gmin regionu Nord-Pas-de-Calais Ennetières-en-Weppes plasuje się na 515. miejscu pod względem liczby ludności, natomiast pod względem powierzchni na miejscu 298.).